# Voreia Surοs kai nisides
Voreia Surοs kai nisides este o arie protejată (arie de protecție specială avifaunistică — SPA) din Grecia întinsă pe o suprafață de 2.903,01 ha, integral pe uscat.

## Localizare
Centrul sitului Voreia Surοs kai nisides este situat la coordonatele 37°28′34″N 24°55′03″E / 37.476055°N 24.917438°E.

## Înființare
Situl Voreia Surοs kai nisides a fost declarat arie de protecție specială avifaunistică în martie 2010 pentru a proteja 28 de specii de animale.

## Biodiversitate
Situată în ecoregiunea mediteraneană, aria protejată nu include niciun habitat protejat.
La baza desemnării sitului se află mai multe specii protejate de  păsări (28): pescăruș albastru (Alcedo atthis), fâsă-de-câmp (Anthus campestris), lăstunul mare (Apus apus), ciuf de câmp (Asio flammeus), pasărea ogorului (Burhinus oedicnemus), șorecarul comun (Buteo buteo), caprimulg (Caprimulgus europaeus), șerpar (Circaetus gallicus), lăstun de casă (Delichon urbicum), Emberiza caesia, Falco eleonorae, șoim călător (Falco peregrinus), piciorong (Himantopus himantopus), rândunică (Hirundo rustica), stârc pitic (Ixobrychus minutus), sfrânciocul cu frunte neagră (Lanius minor), prigoare (Merops apiaster), stârc de noapte (Nycticorax nycticorax), viespar (Pernis apivorus), Phalacrocorax aristotelis desmarestii, Phalacrocorax carbo sinensis, corcodel mare (Podiceps cristatus), lăstun de mal (Riparia riparia), chiră de baltă (Sterna hirundo), chiră mică (Sternula albifrons), silvie porumbacă (Sylvia nisoria), Sylvia ruppeli, Tachymarptis melba.
Pe lângă speciile protejate, pe teritoriul sitului au mai fost identificate 5 specii de plante, 1 specie de păsări.